# Ivo Šlosarčík
Ivo Šlosarčík (* 1974) je český právník a vysokoškolský pedagog.

## Život
Ivo Šlosarčík absolvoval Právnickou fakultu Univerzity Karlovy v Praze a Central European University v Budapešti. Zabývá se právními a institucionálními otázkami evropské integrace, aktivitami Evropské unie v oblasti trestního práva a adaptaci politických, správních a soudních struktur unijních států na členství v Evropské unii.
Působí na katedře evropských studií Institutu mezinárodních studií Fakulty sociálních věd Univerzity Karlovy v Praze, kde je zároveň garantem oboru evropská integrační studia. Patřil k zakladatelům Institutu pro evropskou politiku EUROPEUM, kde v letech 2002–2007 působil jako ředitel pro výzkum.